# نانسی تراویس
نانسی تراویس (انگلیسی: Nancy Travis; ۲۱ سپتامبر ۱۹۶۱) یک هنرپیشه اهل ایالات متحده آمریکا است. وی از سال ۱۹۸۵ میلادی تاکنون مشغول فعالیت بوده‌است.
از فیلم‌ها یا برنامه‌های تلویزیونی که وی در آن نقش داشته‌است می‌توان به خواهری از سفر آرزوها و چاپلین، هواپیمایی آمریکا، امور داخلی، ناپدید شدن، اوگی رز، هشت مرد بیرونی، فوت کرد، حریص و فلوک اشاره کرد.